# Дьячевка
Дьячевка — село в Камешкирском районе Пензенской области России, входит в состав Пестровского сельсовета.

## География
Расположено на берегу реки Качатокомяк в 6 км на юго-запад от центра сельсовета села Пестровка и в 19 км на юг от районного центра села Русский Камешкир.

## История
Поселено дворянином, пензенцем Петром Ивановичем Мартыновым на полученной ими в 1702 г. в Пензенском уезде земле по рекам Узе, Таштокомяк и Лелянга площадью 331 четверть в поле, а в двух по тому ж, со всеми угодьями. В 1721 году дворянин Михаил Киреев купил здесь недвижимое имение «при деревне Таштокомяк», у вдовы П.И. Мартынова Марии Ермолаевны 100 четвертей земли со всеми угодьями. В 1739 г. построена Рождественская церковь на средства помещиков Михаила Семеновича Киреева и Степана Петровича Мартынова. В 1747 г. здесь помещики: вдова Анна Андреевна Мартынова, вахмистр Степан и прапорщик Александр Петровичи Мартыновы. С 1780 г. – селение Петровского уезда Саратовской губернии. В 1795 г. – село Рождественское, Дьяково и Таштакомяк тож, подпоручика Петра Егоровича Мартынова, Анны Сергеевны Киреевой, поручика Дмитрия Михайловича Киреева, Авдотьи Васильевны Калмыковой и многих других помещиков. По другому источнику, в с. Рождественском, Дьячевке тож, в 1795 г. находилось владение капитанши флота Татьяны Васильевны Овсянниковой с прочими владельцами, 89 дворов, 368 ревизских душ. В 1818 г. построена каменная церковь во имя Рождества Христова. В 1877 г. – центр Дьячевской волости Петровского уезда, 206 дворов, церковь, лавка, водяная мельница, базар. В 1902 г. работала земская образцовая школа (89 мальчиков, учитель, законоучитель), в 1902 г. школу закончили 6 мальчиков. В 1911 г. — в составе Порзовской волости Петровского уезда, 140 дворов, 2 церкви, церковноприходская и земская школы, базар.
С 1928 года село входило в состав Покровского сельсовета Камешкирского района Кузнецкого округа Средне-Волжской области (с 1939 года — в составе Пензенской области). В 1955 г. — в составе Порзовского сельсовета, центральная усадьба колхоза имени Василевского. В 1980-е гг. — в составе Пестровского сельсовета.

## Население
| 1795  | 1859  | 1877  | 1897 | 1902  | 1911 | 1914 |
| ----- | ----- | ----- | ---- | ----- | ---- | ---- |
| 736   | ↗1288 | ↘1150 | ↘762 | ↗1061 | ↘875 | ↘584 |
| 1921  | 1926  | 1930  | 1939 | 1959  | 1979 | 1989 |
| ↗1161 | ↘1067 | ↘766  | ↘621 | ↘317  | ↗358 | ↗372 |
| 1996  | 2002  | 2010  |      |       |      |      |
| ↗379  | ↘337  | ↘255  |      |       |      |      |

## Достопримечательности
В селе расположена недействующая Церковь Рождества Христова (1818).